# New York Film Critics Circle Awards 2013
La 79ª edizione della cerimonia dei New York Film Critics Circle Awards, annunciata il 3 dicembre 2013, si è tenuta il 6 gennaio 2014 ed ha premiato i migliori film usciti nel corso del 2013.

## Vincitori e candidati

### Miglior film
- American Hustle - L'apparenza inganna (American Hustle), regia di David O. Russell
- 12 anni schiavo (12 Years a Slave), regia di Steve McQueen
- Gravity, regia di Alfonso Cuarón
- Lei (Her), regia di Spike Jonze

### Miglior regista
- Steve McQueen - 12 anni schiavo (12 Years a Slave)
- Spike Jonze - Lei (Her)
- David O. Russell - American Hustle - L'apparenza inganna (American Hustle)

### Miglior attore protagonista
- Robert Redford - All Is Lost - Tutto è perduto (All Is Lost)
- Chiwetel Ejiofor - 12 anni schiavo (12 Years a Slave)
- Oscar Isaac - A proposito di Davis (Inside Llewyn Davis)

### Miglior attrice protagonista
- Cate Blanchett - Blue Jasmine
- Amy Adams - American Hustle - L'apparenza inganna (American Hustle)
- Adèle Exarchopoulos - La vita di Adele - Capitoli 1 & 2 (La Vie d'Adèle - Chapitres 1 & 2)

### Miglior attore non protagonista
- Jared Leto - Dallas Buyers Club
- Michael Fassbender - 12 anni schiavo (12 Years a Slave)
- James Franco - Spring Breakers - Una vacanza da sballo (Spring Breakers)

### Miglior attrice non protagonista
- Jennifer Lawrence - American Hustle - L'apparenza inganna (American Hustle)
- Lupita Nyong'o - 12 anni schiavo (12 Years a Slave)
- June Squibb - Nebraska

### Miglior sceneggiatura
- Eric Warren Singer e David O. Russell - American Hustle - L'apparenza inganna (American Hustle)
- Richard Linklater, Julie Delpy ed Ethan Hawke - Before Midnight
- Spike Jonze - Lei (Her)

### Miglior film in lingua straniera
- La vita di Adele - Capitoli 1 & 2 (La Vie d'Adèle - Chapitres 1 & 2), regia di Abdellatif Kechiche • Francia
- Il passato (Le passé), regia di Asghar Farhadi • Francia/Italia/Iran
- La grande bellezza, regia di Paolo Sorrentino • Italia

### Miglior film di saggistica
- Stories We Tell, regia di Sarah Polley
- L'atto di uccidere (The Act of Killing), regia di Joshua Oppenheimer
- 20 Feet from Stardom, regia di Morgan Neville

### Miglior film d'animazione
- Si alza il vento (風立ちぬ), regia di Hayao Miyazaki
- Frozen - Il regno di ghiaccio (Frozen), regia di Chris Buck e Jennifer Lee
- Monsters University, regia di Dan Scanlon

### Miglior fotografia
- Bruno Delbonnel - A proposito di Davis (Inside Llewyn Davis)
- Emmanuel Lubezki - Gravity
- Phedon Papamichael - Nebraska

### Miglior opera prima
- Ryan Coogler - Prossima fermata Fruitvale Station (Fruitvale Station)